# Europa Cup (korfbal) 1980
De Europacup korfbal 1980 was de 14e editie van dit internationale korfbaltoernooi. 
Het deelnemersveld bestaat in deze editie uit 4 teams, 1 team uit Nederland, België, Duitsland en Verenigd Koninkrijk.
Het toernooi wordt in dit jaar afgewerkt in 1 dag. Slechts 1 halve finale, gevolgd door een finale.

## Deelnemers
Poule
| Club         | Plaats         |
| ------------ | -------------- |
| PKC          | Papendrecht    |
| Vultrix      | ?              |
| Kwik         | Merksem        |
| Adler Rauxel | Castrop-Rauxel |

## Het Toernooi

### Wedstrijdschema
|  | halve finale | halve finale | halve finale |   |  | finale       | finale | finale |
|  |              |              |              |   |  |              |        |        |
|  |              |              |              |   |  |              |        |        |
|  |              | PKC          | 24           |   |  |              |        |        |
|  |              | Vultrix      | 2            |   |  |              |        |        |
|  |              |              |              |   |  |              |        |        |
|  |              |              |              |   |  |              |        |        |
|  |              |              |              |   |  |              |        |        |
|  |              |              |              |   |  |              | PKC    | 14     |
|  |              |              | Adler Rauxel | 4 |  |              |        |        |
|  |              |              |              |   |  |              |        |        |
|  |              |              |              |   |  | 3e/4e plaats |        |        |
|  |              |              |              |   |  |              |        |        |
|  |              | Kwik         | 8            |   |  | Vultrix      | 6      |        |
|  |              | Adler Rauxel | 9            |   |  |              | Kwik   | 15     |

| Kampioen EuropaCup 1980 |
| ----------------------- |
| PKC Tweede titel        |

## Eindklassement
| Positie | Club         |
| ------- | ------------ |
| Goud    | PKC          |
| Zilver  | Adler Rauxel |
| Brons   | Kwik         |
| 4       | Vultrix      |